# Paralogistis litholeuca
Paralogistis litholeuca är en fjärilsart som beskrevs av Edward Meyrick 1921. Paralogistis litholeuca ingår i släktet Paralogistis och familjen fältmalar, Scythrididae. Inga underarter finns listade i Catalogue of Life.